# La Vallée (Haití)
La Vallée (en criollo haitiano Lavale) es una comuna de Haití que está situada en el distrito de Jacmel, del departamento de Sureste.

## Secciones
Está formado por las secciones de:
- La Vallée de Jacmel (también denominada Muzac y que abarca la villa de La Vallée)
- La Vallée de Bainet (también denominada Ternier)
- Morne à Bruler

## Demografía
| Gráfica de evolución demográfica de La Vallée entre 2009 y 2015 |
|                                                                 |

Los datos demográficos contemplados en este gráfico de la comuna de La Vallée son estimaciones que se han cogido de 2009 a 2015 de la página del Instituto Haitiano de Estadística e Informática (IHSI). 